# Aletis druryi
Aletis druryi är en fjärilsart som beskrevs av Butler 1878. Aletis druryi ingår i släktet Aletis och familjen mätare. Inga underarter finns listade i Catalogue of Life.